# ロードブラスター
『ロードブラスター』（ROAD BLASTER）は、1985年8月に日本のデータイーストから稼働されたアーケード用インタラクティブ・ムービーゲーム。
1990年代のアメリカ合衆国を舞台に、主人公の男が乗車しているモンスターマシンを操作し、暴走族による統一組織「RRR」によって殺害された妻の復讐を果たす事を目的としている。『幻魔大戦』（1983年）、『サンダーストーム』（1984年）に続く、同社のレーザーディスクゲーム（LDゲーム）第3作目である。アニメーション制作は前作と同じく、東映動画が担当した。
開発はデータイーストが行い、ゲーム・デザインは岸本良久、プログラムは熊谷慎太郎が担当し、両者は後にテクノスジャパンから稼働された『熱血硬派くにおくん』（1986年）や『ダブルドラゴン』（1987年）を手掛ける事となった。アニメーション監督はアニメーターの高山秀樹が担当している。
1986年にMSXおよびX1に移植された他、1988年にはタカラのビデオチャレンジャーとして稼働され、1992年には『ロードブラスターFX』のタイトルでメガCDに移植された。アーケード版は後にセガサターンおよびPlayStation用ソフト『サンダーストーム&ロードブラスター』（1995年）として同社の『サンダーストーム』（1984年）との同時収録された他、2009年にはWindowsおよびX68030用ソフトとして発売され、2011年にはiOS用ソフトとして配信された。
メガCD版はゲーム誌『ファミコン通信』の「クロスレビュー」にてゴールド殿堂を獲得した。

## 概要
プレイヤーはモンスターマシン「LX-5」のドライバーとなり、ステアリングと2つのペダル（スーパーチャージとブレーキ）を使いながら、LX-5を操作して各ステージの「アクシデント」、すなわちLX-5を攻撃してくる暴走族（車やバイクを運転）を壊滅する。
「攻撃」や「操縦」などは前作『サンダーストーム』と同様だが、途中では「同時押し」という機能が加えられた。前作と同様、入力したコマンドが正しければ次のシーンに進め、誤っていればミスされ、自機がクラッシュされるアニメが流れて残りのマシンが1台減る。全部無くなるとゲームオーバーとされる。前作と同様のシステムを持ったゲームであった。
基本的に『サンダーストーム』から改造された専用のコクピット筐体とアップライト筐体で出回ったが、後に他社のLDゲームの筺体（『コスモスサーキット』（TAITO）、『GPワールド』（SEGA））を流用する改造キットも発売された。
全篇背景動画で書き起こされ、その枚数は10万枚を越える。
後に『ダブルドラゴン』を担当した岸本良久が関わっている作品のため、『ダブルドラゴン』のステージ1のガレージの中には『ロードブラスター』の主人公の車がある。

## 設定

### ストーリー
199X年のアメリカ。モーターテクノロジーの発達により凶悪化していく暴走族たちに対抗するため、政府は「SCP」（Special Car Police）を組織するが、暴走族側もそれに対抗する統一組織「RRR」を結成した。海、山、市街地、荒野とあらゆる場所で「SCP」対「RRR」の激しい戦いが繰り広げられる。
「SCP」のなかには、車体番号000を持つ赤いモンスターマシンを駆り、一度狙いを定めたターゲットは絶対に逃がさず仕留めるため、「RRR」に「オオカミの化身」と呼ばれて最も恐れられていた男がいた。しかし、最愛の妻との新婚旅行中に男の車が「RRR」に襲撃され、崖の上から突き落とされる。奇跡的に助かった男の隣には、変わり果てた妻の姿があった。男は復讐に燃えてモンスターマシンを駆り、妻を殺した緑髪の女が率いる「RRR」を獲物として追い求めてゆく。

### ステージ構成
- ステージ1：復讐の紅き狩人
- ステージ2：危機一発! 激走大峡谷
- ステージ3：炎上ハイウェイ 夕暮れの血に染めて…
- ステージ4：スクラップは奴等の墓標
- ステージ5：惨劇の街 悪党に逃げ道はない!
- ステージ6：悪夢のレイクサイドリゾート
- ステージ7：地下水路のアジトを叩け!
- ステージ8：死闘! 恐怖の暴走トラクター
- 最終ステージ：地獄の果て… 復讐の果て…（終盤では赤いスポーツカーから白いバンに乗り換える）

ステージの流れはシーケンシャル（ステージ1からステージ9まで順序どおりにプレイ）とランダム（ステージ1と9以外をアトランダムに選択）を基板の設定で選択できる。

### 隠れキャラ
- ステージ1：『ウルトラセブン』のポインターが登場。
- ステージ2、ステージ5：『サンダーストーム』のLX-3が敵として登場。
- ステージ7：終盤に仮面ライダーが登場。

## 移植版
| No. | タイトル                          | 発売日                          | 対応機種                       | 開発元                     | 発売元                     | メディア           | 型式                      | 備考                               |
| --- | --------------------------------- | ------------------------------- | ------------------------------ | -------------------------- | -------------------------- | ------------------ | ------------------------- | ---------------------------------- |
| 1   | ロードブラスター                  | 1986年                          | MSX X1                         | データイースト             | 日本ビクター               | VHDpc INTER ACTION | -                         |                                    |
| 2   | ロードブラスター                  | 1988年                          | ビデオチャレンジャー           | データイースト             | タカラ                     | -                  | -                         |                                    |
| 3   | ロードブラスターFX Road Avenger   | 1992年12月18日 1993年3月 1993年 | メガCD                         | ウルフ・チーム             | ウルフ・チーム RENO セガ   | CD-ROM             | T-32124 T-6207 4603       | 主題歌がJ-WALKの曲に差し替えられた |
| 4   | ロードブラスター Road Prosecutor  | 1995年1月25日 1995年            | メガLD                         | データイースト             | パイオニア                 | LD-ROM             | PEASJ1033 PEASU1033       |                                    |
| 5   | サンダーストーム&ロードブラスター | 1995年10月20日                  | PlayStation セガサターン       | エグゼコ・デベロップメント | エグゼコ・デベロップメント | CD-ROM             | PS:SLPS-00094 SS:T-20701G |                                    |
| 6   | ロードブラスター                  | 2009年5月4日                    | Windows 2000/XP/Vista版 X68030 | 太陽製作所                 | 自転車創業                 | DVD-ROM            | -                         | パッケージイラストはratoが手がけた |
| 7   | Road Blaster                      | 2011年1月15日                   | iPhone iPod (iOS)              | Revolutionary Concepts     | Revolutionary Concepts     | ダウンロード       | 338399795                 |                                    |
| 8   | Road Blaster HD                   | 2011年3月16日                   | iPhone iPod (iOS)              | Revolutionary Concepts     | Revolutionary Concepts     | ダウンロード       | 418262266                 |                                    |

## スタッフ
ゲームスタッフ
- プロデューサー、ディレクター：岸本良久
- プログラマー：熊谷慎太郎
- サウンド・プログラマー：もうりひろのぶ、よしはらまさ
- エンジニア：かとうたかとし、なべじゅんいち

ピクチャースタッフ
- プロデューサー：さとうしゅういち、おおくぼただお
- コ・プロデューサー：松下健吉
- 監督：高山秀樹
- チーフキーアニメーター：稲野義信
- 背景設計：山本佳志
- 原画：白浦烈、今隅眞一、的場茂夫、金大中、恩田尚之、北爪宏幸、大森英敏、うるし原智志
- ゼロックス&ペイント：前田義宏、岡田良明
- カメラ：たけいとしはる
- エディター：福光伸一
- 音楽ディレクター：マイケル・K・中村
- 効果音：森賢一
- 音響効果：原田サウンド

## 評価
アーケード版
- ゲーメストムック『ザ・ベストゲーム』（1991年）内の「ビデオゲームフルリスト」の紹介文では、アニメーション画面に関して「スピード感と迫力が映画も顔負け」と称賛された[19]。

メガCD版
- ゲーム誌『ファミコン通信』の「クロスレビュー」では9・7・8・8の合計32点（満40点）でゴールド殿堂入りを獲得[11][20]、レビュアーからは、映像に関して車の見せ方を研究した上で製作されていると指摘された他、他人がプレイするのを見る事で楽しめるといった意見や、プレイヤー自身が映画『インディ・ジョーンズ シリーズ』（1981年）の登場人物になった気分に浸れる、アニメのように動く様からメガCDの性能を賛辞する声などが挙げられた[20]。一方で、「ときどき自分の生死がわからなくなる」といったゲームシステムへの不満や、画像取り込みのままの表現によって画面がぼやけて見えるといった意見、グラフィックが稼働当時のままのため見劣りする、グラフィックが粗いなどグラフィック面への不満の声が挙げられた[20]。

- ゲーム誌『メガドライブFAN』の読者投票による「ゲーム通信簿」での評価は以下の通りとなっており、23.39点（満30点）となっている[16]。また、同雑誌1993年7月号特別付録の「メガドライブ&ゲームギア オールカタログ'93」では、「このゲームの最大の特徴は、スムーズに動き、次々に変化するアニメーションの映像だ」と紹介されている[16]。

| 項目 | キャラクタ | 音楽 | 操作性 | 熱中度 | お買得度 | オリジナリティ | 総合  |
| 得点 | 4.00       | 4.12 | 3.48   | 4.06   | 3.65     | 4.08           | 23.39 |

- ゲーム本『メガドライブ大全』（2004年、太田出版）では、移植を担当したウルフチ・ームが同ジャンルの『サンダーストームFX』や『タイムギャル』を同機種で発売済みであった事を受けて、「前2作にも増して、移植を担当したウルフチームの技術がさえ渡っている」と称賛、アーケード版の照準が合わせにくく難易度が高かった事を指摘した上で、「メガCD版ではスッパリと削除され、ジェットコースター的な面白さに集中できるようになった」とゲームシステムに関して肯定的に評価した[17]。